# Mark Chung
Mark Chung (Toronto, Ontario, 18 de junho de 1970) é um ex-futebolista profissional estadunidense que atuava como meia.

## Carreira
Mark Chung se profissionalizou no San Diego Sockers, em 1995, que era uma equipe indoor.

## Seleção
Mark Chung integrou a Seleção Estadunidense de Futebol na Copa América de 1993.